# Caryocorbula porcella
Caryocorbula porcella är en musselart som först beskrevs av Dall 1916.  Caryocorbula porcella ingår i släktet Caryocorbula och familjen korgmusslor. Inga underarter finns listade i Catalogue of Life.